# Opòssum llanós de Derby
L'opòssum llanós de Derby (Caluromys derbianus) és una espècie d'opòssum llanós. Viu a Belize, Colòmbia, Costa Rica, l'Equador, Guatemala, Hondures, Mèxic, Nicaragua i Panamà. El seu hàbitat natural són els boscos secs tropicals o subtropicals. Està amenaçat per la pèrdua d'hàbitat.